# Silvino Soares
Silvino Soares (Santiago do Cacém, 10 juli 1978) is een Kaapverdisch voormalig voetballer, geboren in Portugal.
Soares speelde eerder bij de amateurs van Excelsior Maassluis. In het seizoen 2006/07 werd hij door zijn oude trainer van Maassluis, Jan Everse, meegenomen naar FC Zwolle waar hij in 34 competitieduels 11 doelpunten maakte. Op 11 augustus 2006 heeft hij zijn debuut gemaakt in de wedstrijd tegen Fortuna Sittard. Zijn eerste doelpunt heeft hij gemaakt op 8 september 2006 in de verloren uitwedstrijd tegen MVV (4-2).
Na een jaar trok hij naar België om voor KV Red Star Waasland te gaan spelen in de Belgische Tweede klasse. Na twee seizoenen werd zijn contract daar niet verlengd.
Soares ging in 2009 naar de amateurs van ASWH. Vanaf juni 2010 speelde bij voor de nieuwe fusie club FC 's-Gravenzande in de Eerste Klasse bij de zaterdagamateurs van het Nederlandse voetbal. Tussen 2015 en 2017 was Soares twee seizoenen trainer van VV Pernis.
Soares was international voor het Kaapverdisch voetbalelftal. Hij speelde twee wedstrijden, waarin hij niet heeft gescoord.

## Carrière
| Seizoen | Club                 | Land      | Competitie     | Wed. | Goals |
| ------- | -------------------- | --------- | -------------- | ---- | ----- |
| 2006/07 | FC Zwolle            | Nederland | Eerste divisie | 34   | 11    |
| 2007/90 | KV Red Star Waasland | België    | Tweede klasse  | 31   | 6     |
| 2008/09 | KV Red Star Waasland | België    | Tweede klasse  | 36   | 4     |
| Totaal  | Totaal               | Totaal    | Totaal         | 101  | 21    |